# Улуа (рыба)
Улуа (лат. Ulua mentalis) — вид лучепёрых рыб из семейства ставридовых. Максимальная длина тела 100 см. Широко распространены в Индо-Тихоокеанской области. Морские пелагические рыбы. Обитают в прибрежных водах на глубине до 100 м.

## Таксономия и этимология
Первое научное описание вида было сделано в 1833 году французским натуралистом Жоржем Леопольдом Кювье (1764—1831) в девятом томе «Histoire Naturelle des Poissons» на основании образца, отловленного в Красном море у города Массауа (Эритрея), который был назначен голотипом. Первоначально вид был описан в составе рода каранксов (Caranx) семейства скумбриевых под латинским биноменом Caranx mentalis. В 1908 году американские ихтиологи Дэвид Джордан и Джон Снайдер описали вид Ulua richardsoni, который выделили в отдельный род Ulua. Последующие исследования доказали валидность рода, но показали, что описанный вид идентичен ранее описанному Caranx mentalis. Согласно кодексу зоологической номенклатуры принят как синоним, а Caranx mentalis переименован в Ulua mentalis.
Видовое название происходит от лат. mentum — подбородок, что отражает форму и положение нижней челюсти, заметно выступающей вперёд перед верхней челюстью.

## Описание
Тело сильно сжато с боков, покрыто циклоидной чешуёй. Нижняя часть груди без чешуи до брюшных плавников; с боков голая область груди простирается по диагонали к голому основанию грудных плавников. Нижний профиль тела немного менее выпуклый по сравнению с верхним профилем. Нижняя челюсть выступает вперёд, особенно заметно у взрослых особей. Окончание верхней челюсти широкое; доходит до вертикали, проходящей через передний край глаза. Зубы на обеих челюстях мелкие, ворсинкообразные, расположены узкой полоской. Нет зубов на языке. На первой жаберной дуге 74—86 жаберных тычинок, из них верхней части 23—27, а на нижней части 51—61 жаберных тычинок. Жаберные тычинки очень длинные, похожи на пёрышки, заходят в ротовую полость, располагаясь по бокам языка. Имеет два спинных плавника. В первом спинном плавнике 8 жёстких лучей, а во втором — 1 жёсткий и 20—22 мягких лучей. В анальном плавнике 1 колючий и 17—18 мягких лучей, перед плавником расположены 2 колючки. У молоди передняя доля второго спинного плавника увеличенная (превышает длину головы), по мере роста её относительная длина уменьшается. У молоди первые лучи второго спинного и анального плавника нитевидные, их окончания доходят до начала хвостового плавника. Последний мягкий луч спинного и анального плавников не отделён от остальных лучей. Грудные плавники длинные, серповидной формы. Боковая линия делает невысокую вытянутую дугу в передней части, а затем идёт прямо до хвостового стебля. Выгнутая часть переходит в прямую на уровне вертикали, проходящей между 10 и 12 мягким лучом спинного плавника. Длина хорды выгнутой части боковой линии почти равна длине прямой части, может быть немного длиннее или немного короче. В выгнутой части 55—63 чешуи; в прямой части 0—5 чешуек и 26—38 костных щитков. Хвостовой плавник серповидный. Позвонков: 10 туловищных и 14 хвостовых.
Верхние части головы и тела голубовато-зелёного цвета, нижние части — серебристые. На верхнем краю жаберной крышки у крупных особей расположено расплывчатое тёмное пятно (у молоди отсутствует или слабо выражено). Взрослые особи с тёмным пятном на щеке. Первый спинной и хвостовой плавники от тёмного до чёрного цвета; второй спинной и анальный плавники бледно-зелёные, за исключением тёмных передних и дистальных краев. У мелких особей щёки, нижняя челюсть, внутренняя часть рта и язык серебристые. Молодые особи с 7 или 8 тёмными полосами на теле.
Максимальная длина тела — 100 см, обычно до 60 см.

## Биология
Морские пелагические рыбы, обитают в прибрежных рифовых зонах на глубине 20—100 м. Молодь может заходить в эстуарии. Молодь питается преимущественно мелкими эпибентосными ракообразными, а взрослые особи — ракообразными и рыбами.

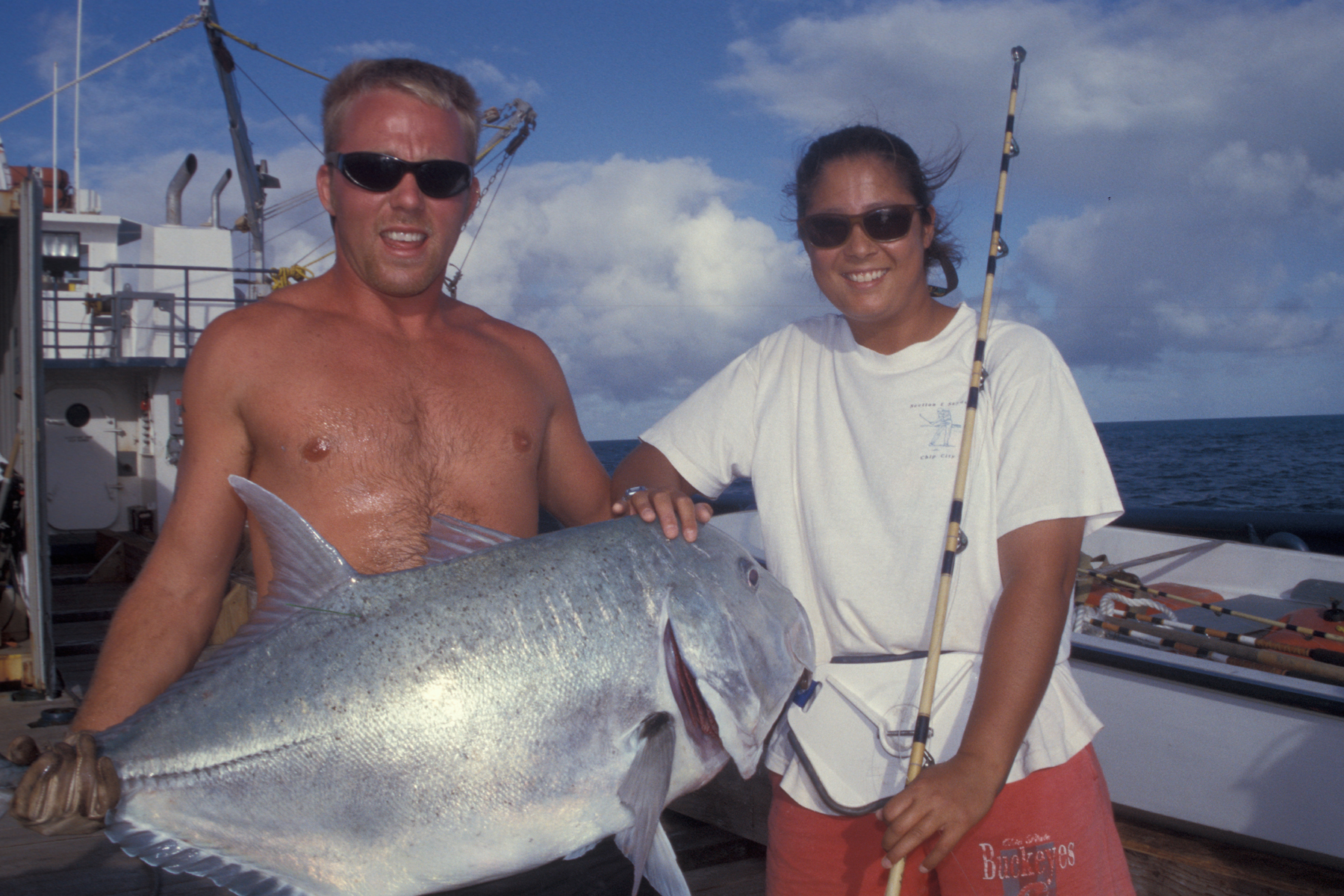

## Ареал
Широко распространены в Индо-Тихоокеанской области от Танзании до Красного моря и Персидского залива; далее на восток вдоль побережья южной и юго-восточной Азии до Индонезии и Папуа-Новая Гвинея, включая Сейшельские и Мальдивские острова; на север до юга Японии;  на юг до Австралии. Улуа, обнаруженные у берегов Японии, были представлены исключительно молодью, поэтому авторы предполагают, что они занесены в эти воды течением Куросио от берегов Тайваня и Китая.